# Эйсселог

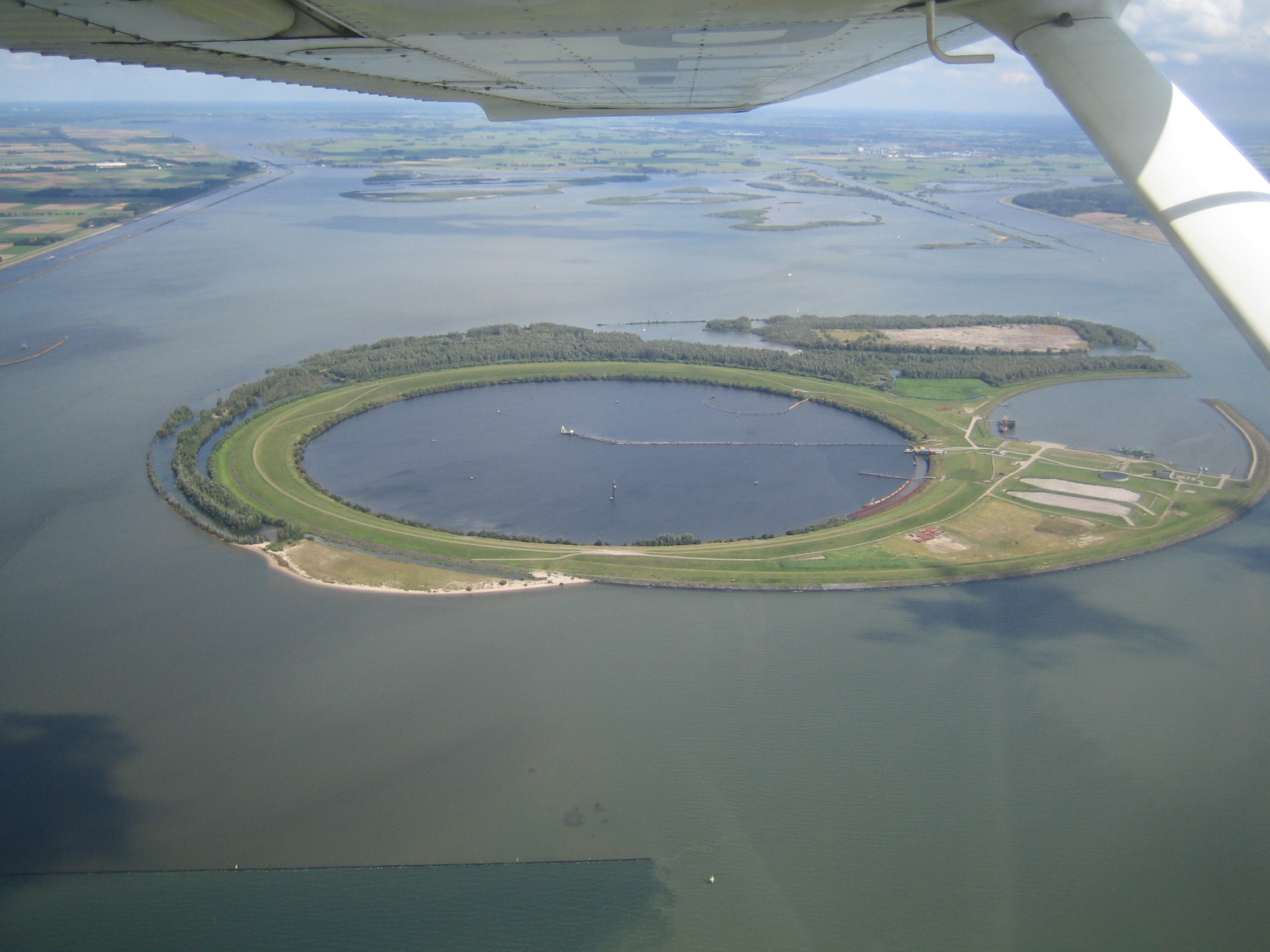
Снимок Эйсселога с самолёта

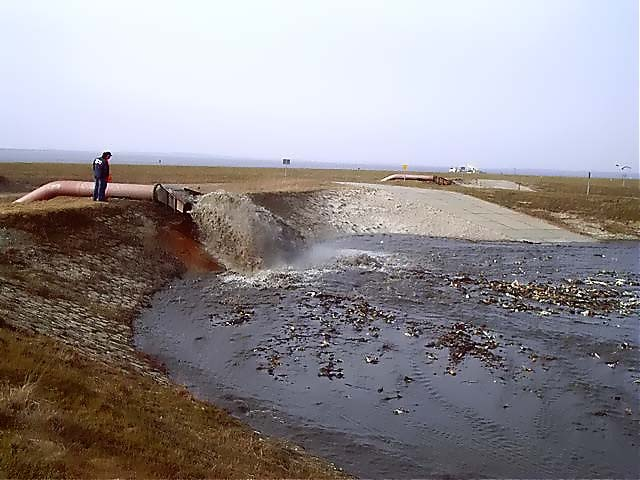
Слив грязи после очистки дна Кетелмера

Эйсселог (нидерл. IJsseloog) — искусственный остров в центре озера Кетелмер в Нидерландах. Создан в качестве хранилища токсичного шлама, полученного в процессе очистки дна озера и дноуглубительных работ.
Строительство хранилища Эйсселог началось в 1996 и было завершено в 1999 году. Остров представляет собой круговую дамбу диаметром 1 км, возвышающуюся на высоту 10 м над поверхностью озера. Дамба огораживает водоём глубиной 45 м и состоит из материалов, извлечённых при выкапывании этого водоёма. Внутренняя сторона стен дамбы покрыта плёнкой, которая предотвращает утечки загрязнённого шлама в озеро или грунтовые воды.
Загрязнения, толстым слоем осевшие на дне Кетелмере, попали в него по Эйсселу и другим рукавам Рейна, в которые заводы сливали свои отработанные воды, особенно в период с 1950 по 1990-е годы. Размещение хранилища загрязнённых материалов на озере имеет ряд преимуществ — оно не доставляет неудобств местным жителям, а также сводит контакты с окружением к минимуму. Объём отходов, хранимый на острове составляет 23 млн м³.
Очистные работы начались в 2000 году. На острове расположены станции обработки, разделяющие загрязнители и песок с торфом. Очищенный песок используется для строительства, торф переводится в расположенную рядом болотистую местность, а оставшийся шлам перекачивается в хранилище. Когда хранилище заполнится, его запечатают слоями глины и песка, а сам остров будет затем использоваться в рекреационных целях.